# Port d'Alcúdia
Port d'Alcúdia är en ort i Spanien.   Den ligger i regionen Balearerna, i den östra delen av landet, 600 km öster om huvudstaden Madrid. Port d'Alcúdia ligger 7 meter över havet och antalet invånare är 4 185. Den ligger på ön Mallorca.
Terrängen runt Port d'Alcúdia är platt åt sydväst, men åt nordost är den kuperad. Havet är nära Port d'Alcúdia åt sydost. Runt Port d'Alcúdia är det ganska tätbefolkat, med 93 invånare per kvadratkilometer. Närmaste större samhälle är Alcúdia, 1,6 km nordväst om Port d'Alcúdia. Trakten runt Port d'Alcúdia består till största delen av jordbruksmark.